# Turquestein-Blancrupt
Turquestein-Blancrupt – miejscowość i gmina we Francji, w regionie Grand Est, w departamencie Mozela.
Według danych na rok 1990 gminę zamieszkiwały 22 osoby, a gęstość zaludnienia wynosiła 1 osób/km² (wśród 2335 gmin Lotaryngii Turquestein-Blancrupt plasuje się na 1023. miejscu pod względem liczby ludności, natomiast pod względem powierzchni na miejscu 138.).